# 성주산로
성주산로(Seongjusan-ro)는 충청남도 보령시 대천동 시청삼거리에서 보령시 성주면 개화삼거리를 잇는 도로이다.

## 주요 경유지
충청남도
- 보령시 (대천동 . 성주면)

## 노선
| 이름        | 접속 노선                 | 소재지 | 소재지 | 비고 |
| ----------- | ------------------------- | ------ | ------ | ---- |
| 시청삼거리  | 보령남로                  | 보령시 | 대천동 |      |
| 명천 교차로 | 국도 제21호선 (충서로)    | 보령시 | 대천동 |      |
| 성주터널    |                           | 보령시 | 대천동 |      |
|             | 성주면                    | 보령시 |        |      |
| 성주삼거리  | 심원계곡로                | 보령시 |        |      |
| 개화삼거리  | 지방도 제606호선 (만수로) | 보령시 |        |      |

## 주요 건물및 시설
- 보령해양경찰서 (성주산로 49/명천동 산 48-5)
- 보령소방서 (성주산로 63/명천동 715-10)
- 보령시청 (성주산로 77/명천동 269-4)
- SK에너지 성주주유소 (성주산로 420/성주리 245)
- 보령시청소년수련관 (성주산로 500/성주리 229-7)
- 개화초등학교 (성주산로 735/개화리 307-3)
- HD현대오일뱅크 금정주유소 (성주산로 667/개화리 196-2)